# St. Mary Mead
St. Mary Mead kitalált angol falu Agatha Christie több regényében. Az idilli csendes kis faluban lakik Miss Marple, a bűnügyekben szakértő vénkiasasszony. Ugyan egyesek szerint „falun soha nem történik semmi”, Marple kisasszony véleménye szerint „a gonoszság nem kerüli el a falut sem” és „ha az ember ennyi évet töltött el St. Mary Meadben, mégiscsak tud egyet s mást az emberi természetről.” Miss Marple unokaöccse, a nagy tehetségű regényíró Raymond West azt állítja, hogy „St. Mary Mead hamisítatlan pocsolya”, amivel nagynénje egyet is ért, hozzátéve, hogy „mikroszkóp alá téve, sehol máshol nem nyüzsög úgy az élet, mint a pocsolya egy csepp vizében”.
Az első Miss Marple-regény, amelyben a falu szerepel, az 1930-ban megjelent Gyilkosság a paplakban. Előzőleg azonban a név Jane Marple-től függetlenül is felbukkant A titokzatos kék vonat című krimiben a főszereplő Miss Katherine Grey otthonaként.

## Fekvése
A Gyilkosság a paplakban szerint a falu a kitalált Downshire megyében helyezkedik el, de a később megjelent Holttest a könyvtárszobában című regényben a megye neve Radfordshire. Ugyanakkor Katherine Grey otthona Kentben volt.
St. Mary Mead feltehetőleg Anglia délkeleti részén fekszik, Londontól elérhető  távolságra. Közvetlen szomszédja Much Benham városa és közel van Market Basing is, amely város több Agatha Christie-műben is szerepel. Szintén közeliként vannak felüntetve a következő városok: Brackhampton, Medenham Wells és Milchester, illetve tizennyolc mérföldnyire található a nagy és divatos fürdőhely Danemouth.
A BBC által forgatott Miss Marple-sorozatban St. Mary Meadként a Hampshire megyei Nether Wallop szerepelt.

## Leírása
A második világháború előtt a falu elég kicsi volt. A Fő utcán volt Mr. Petherick ügyvédi irodája, Mrs. Jameson fodrászműhelye, Mr. Baker fűszerboltja és persze a The Blue Boar Pub (az egyes regények magyar fordításaiban Kék Vaddisznó illetve Kék Ártány néven szerepel). Az utca végén helyezkedett el a vasútállomás, ott azonban nem minden londoni vonat állt meg, hiszen a Paddington 16:50-ben Mrs. McGillicuddynak Milchesterből taxival kellett továbbmennie St. Mary Meadbe.
A Fő utca másik végén, a Lansham Road sarkán kapott helyet a falu postahivatala, ahol édességet, füzetes regényeket és gyermekjátékokat is árultak. A postahivatal előtti buszmegállóban a fél hármas Much Benhamba tartó autóbusz érkezése volt a faluban a nap egyik eseménye.
A falu közelében található a Gossington Hall nevű kastély, amely az 1950-es évekig Arthur Bantry ezredes és felesége Dolly tulajdonában volt. Az ezredes halála után Mrs. Bantry eladta a birtokot, amely egy ideig panzióként működött, majd négy lakásra osztották, utána az Egészségügyi Minisztérium használta valami homályos célra, végül Marina Gregg filmsztáré lett. Az egykori kerti lakot Mrs. Bantry megtartotta magának és átalakíttatta.
Az 1950-es években sok minden megváltozott: felépült egy új lakótelep, a községháza új szárnyat kapott és megjelentek a modern kirakatok a Fő utcán. A Fő utca végén, Mr. Toms kosárüzletének a helyén egy csillogó-villogó új szupermarket terpeszkedett.

## Jellegzetes lakói
Állandó lakói közé tartozik Bantry ezredes és felesége, Dolly, Clement tiszteletes és felesége, Griselda, valamint Dr. Haydock – Miss Marple saját orvosa és a helyi rendőrorvos.